# Johann Schellhammer

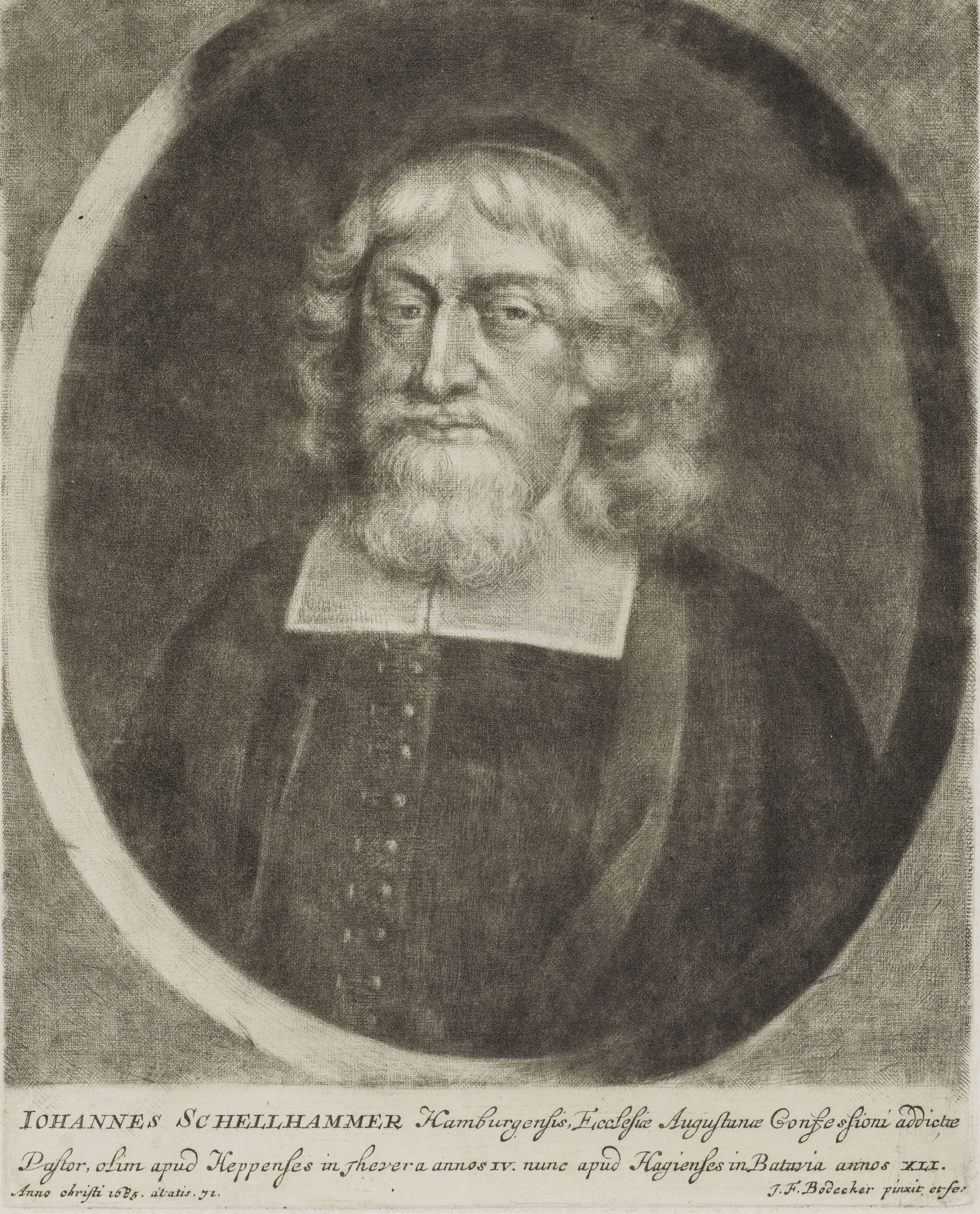
Porträt von Johann Friedrich Bodecker (1685)

Johann Schellhammer (auch: Schelhammer, * 27. Juli 1540 in Weira; † 27. Dezember 1620 in Hamburg) war ein deutscher lutherischer Theologe.

## Leben
Der Sohn des Pastors Veit Schelhammer studierte ab dem 11. Juni 1556 an der Universität Jena. Er war dann Lehrer in Artern, Eisenach und Nordhausen. 1561 wurde er Prediger in Waldhausen, 1569 Superintendent in Quedlinburg, wo ihn die Kryptocalvinisten vertrieben, weil er Philipp Melanchthons Corpus doctrinae nicht unterschrieb.
1570 ging er daher nach Fallersleben als Hofprediger der verwitweten braunschweig-lüneburgischen Herzogin Clara zu Fallersleben. Schellhammer wurde 1577 Hofprediger und Superintendent in Herzberg. 1579 wurde er von Herzog Wolfgang mit der Generalvisitation der Kirchengemeinden des Fürstentums Grubenhagen beauftragt. Als eine Folge der Visitation wurde Schellhammer mit der Erarbeitung einer neuen Kirchenordnung beauftragt, die 1581 gedruckt und am Sonntag vor Bartholomäi 1581 von den Kanzeln bekanntgemacht wurde. Später wurde er Superintendent in Goslar, am 4. Juni 1590 Pastor der Hamburger St. Petrikirche und am 27. Dezember 1613 Senior des Geistlichen Ministeriums in Hamburg.
Sein Sohn Siegfried Schellhammer erlangte ebenfalls Bedeutung.

## Werkauswahl
1. Widerlegung der vermeintlichen Postill Valentinii Weiglii. 1621
2. Erklärung der 5 Bücher Mosis. Neuauflage durch Nic. Staphorst, Hamburg 1716
3. XIII. Predigten über den XCI. Psalm. Hamburg 1599